# Fouché, el genio tenebroso
Fouché, el genio tenebroso (también traducido al español simplemente como Fouché o como Fouché. Retrato de un hombre político) es un libro biográfico del escritor austríaco Stefan Zweig en el que se narra la vida del político francés Joseph Fouché.

## Argumento
Este libro es la particular visión de Stefan Zweig acerca de la vida del influyente político francés Joseph Fouché, que desempeñó un papel importante en la Francia de finales del siglo XVIII y principios del XIX, es decir, en el convulso periodo que media entre la revolución francesa y el imperio napoleónico, y la vuelta a la monarquía por la que el estado francés pasó durante esos años.
Zweig aborda el libro siguiendo su estilo particular, en el que prescinde de fechas y datos para ahondar en la personalidad y el carácter del personaje retratado, buscando sus motivaciones íntimas y tratando de desentrañar así las verdaderas causas de los acontecimientos.
Nos advierte en el prefacio al libro que aunque elige la figura de Joseph Fouché no lo hace porque piense que se trata de alguien admirable, sino más bien porque le parece el ejemplar perfecto del político, es decir, un hombre absolutamente inmoral, con todas las connotaciones que eso implicaba en la época en la que escribió, y para la que escribió esta obra –la convulsa época del siglo veinte, con sus totalitarismos y sus abusos de poder-.
Si elige a Joseph Fouché es porque, a su juicio (y a juicio también de otros hombres como Balzac), fue una persona que influyó muchísimo más de lo que dictan las apariencias en el curso de los acontecimientos de esa época.
Fouché fue un poder en la sombra que sobrevivió a figuras como Robespierre o el propio Napoleón, ya que, como cuenta Zweig en este libro, ambos desearon su muerte pero por distintas circunstancias no pudieron acabar con él. Fouché no tuvo inconveniente para cambiar de opinión y defender causas opuestas y contradictorias.
Al retratar a este francés hace un retrato de la época de El Terror (la revolución de Robespierre), del posterior periodo imperial –la época de, en palabras de Zweig, el monomaniático Napoleón), y el fin de éste con la vuelta a la monarquía (gracias a las gestiones de Fouché). Esboza a la vez la figura de otros personajes importantes e influyentes de la época, empezando por los Robespierre, Murat, Danton, etc., pasando por Barras y los de su cuerda, y alcanzando al propio Napoleón. 
Stefan Zweig hace uso de abundantes recursos del lenguaje, creando un texto vivo y de intenso dramatismo. Además, refleja inevitablemente su erudición y conocimiento tanto de la época como de la propia naturaleza humana. La obra trasciende así a la propia época y personajes que retrata, siendo un perfecto ejemplo de la maldad, la ingratitud y la mezquindad que caracterizan a los seres humanos.

## Ediciones en castellano
- Zweig, Fouché, Ed Debate, ISBN 848306992X
- Zweig, Fouché, Ed.Juventud, ISBN 84-261-5502-2
- Zweig, Fouché, Acantilado, ISBN 978-84-92649-83-9

## Edición en catalán
- Zweig, Fouché, Quaderns Crema, ISBN 978-84-7727-412-4